# Sheldon Leonard
Sheldon Leonard, född Sheldon Leonard Bershad den 22 februari 1907 i New York, död 10 januari 1997 i Beverly Hills i Los Angeles, var en amerikansk skådespelare, regissör och TV-producent.
Som skådespelare gjorde han ofta biroller som tuffing eller brottsling. Han medverkade i över 100 filmer och TV-produktioner. Bland TV-serier han producerade kan nämnas I Spy, The Dick Van Dyke Show och The Andy Griffth Show.

## Filmografi i urval
- 1939 – Gäckande skuggan kommer tillbaka
- 1942 – Dagdrivarbandet
- 1942 – Han föll med ära
- 1944 – Att ha och inte ha
- 1946 – Livet är underbart
- 1946 – Duellen i mörkret
- 1947 – Sinbad sjöfararen
- 1948 – Oh boy, en sån tös
- 1951 – Sista varningen
- 1955 – Pysar och sländor
- 1961 – Fickan full av flax
- 1978 – Brinks-stöten
- 1990 – Mord och inga visor (TV-serie) (gästroll)
- 1990 – Skål (TV-serie) (gästroll)